# بامشل (فیلم ۲۰۱۹)
بامشل (به انگلیسی: Bombshell) یک فیلم آمریکایی در ژانر درام به کارگردانی جی روچ است که در سال ۲۰۱۹ منتشر شد. فیلم‌نامه این فیلم توسط چارلز راندولف بر اساس رویداد حقیقی آزار جنسی کارکنان زن فاکس نیوز توسط مدیر ارشد آن، راجر ایلز به نگارش درآمده است. شارلیز ترون در نقش میگن کلی، نیکول کیدمن در نقش گرچن کارلسون و مارگو رابی در نقش کایلا پوپیسیل سه بازیگر اصلی فیلم هستند. از دیگر بازیگران فیلم می‌توان به جان لیسگو، کیت مک‌کینون، الیسون جنی، آلیس ایو و مالکوم مک‌داول اشاره کرد.
بامشل در تاریخ ۱۳ دسامبر ۲۰۱۹ توسط لاینزگیت اکران شد. فیلم با واکنش خوبی از سوی منتقدان همراه بود و به خصوص از نظر اجرای تیم بازیگری تحسین شد. ترون و رابی برای عملکرد خود در هفتاد و هفتمین مراسم گلدن گلوب به ترتیب نامزد دریافت جایزه بهترین بازیگر زن فیلم درام و بهترین بازیگر نقش مکمل زن شدند.

## خلاصه داستان
در سال ۲۰۱۶، یکی از مجریان شبکه فاکس نیوز به نام گرچن کارلسون (نیکول کیدمن) که از کارها و پیشنهادهای بی‌شرمانه مدیرعامل شبکه راجر ایلز (جان لیسگو) خسته شده‌است، قبل از به پایان رسیدن مهلت قرارداد خود با وکلای خود در خصوص شکایت از مدیرعامل صحبت می‌کند و زمینه ای برای شکایت از وی فراهم می‌آورد. بعد از شکایت وی در نیوجرسی، موجی از شکایات و فشارها علیه راجر ایلز به شبکه فاکس نیوز وارد شد و دراین بین یکی از مجریان باسابقه و بلندپایه شبکه به نام مگین کلی (شارلیز ترون) نیز وارد این داستان می‌شود و پرده از یکسری حقایق برمی‌دارد.

## بازیگران
- شارلیز ترون در نقش میگن کلی
- نیکول کیدمن در نقش گرچن کارلسون
- مارگو رابی در نقش کایلا پوپیسیل
- جان لیسگو در نقش راجر ایلز
- کیت مک‌کینون در نقش جس کر
- الیسون جنی در نقش سوزان استریچ
- آلیس ایو در نقش انسلی ایرهارت
- مالکوم مک‌داول در نقش روپرت مرداک
- نازنین بنیادی در نقش رودابه بختیار
- مارک اون جکسون در نقش کریس والاس
- ریچارد کیند در نقش رودی جولیانی
- جنیفر موریسون در نقش ژولیت هودی
- اشلی گرین در نقش ابی هانتسمن
- آلانا اوباک در نقش جنین پیرو